# Будинок на вулиці Назарівській 21
Будинок на вулиці Назарівській 21 — історичний будинок в центрі Києва.

## Опис
Будинок на червоній лінії, чотириповерховий, цегляний за проектом Ігнатія Ледоховського, зведений у стилі модерн для лікаря М. Трофимова. Спочатку це був триповерховий об'єм з мезоніном, проте у 1950 зазнав реконструкції і було добудовано 4тий поверх. З семи балконів на фасаді залишилося три.

## Жителі
У будинку мешкав письменник Ісаак Бабель, коли навчався у Київському комерційному інституті. У 1908—1915 тут проживав етнограф, фольклорист і громадський діяч Русов Олександр Олександрович. Разом з чоловіком проживала педагог, громадська діячка, одна з піонерок жіночого руху в Україні Русова-Ліндфорс Софія Федорівна. У Русових зупинявся міністр закордонних справ Української Держави Дорошенко Дмитро Іванович. У будинку, що був на цьому місці до спрорудження цього, декілька років мешкала Леся Українка.

## Галерея

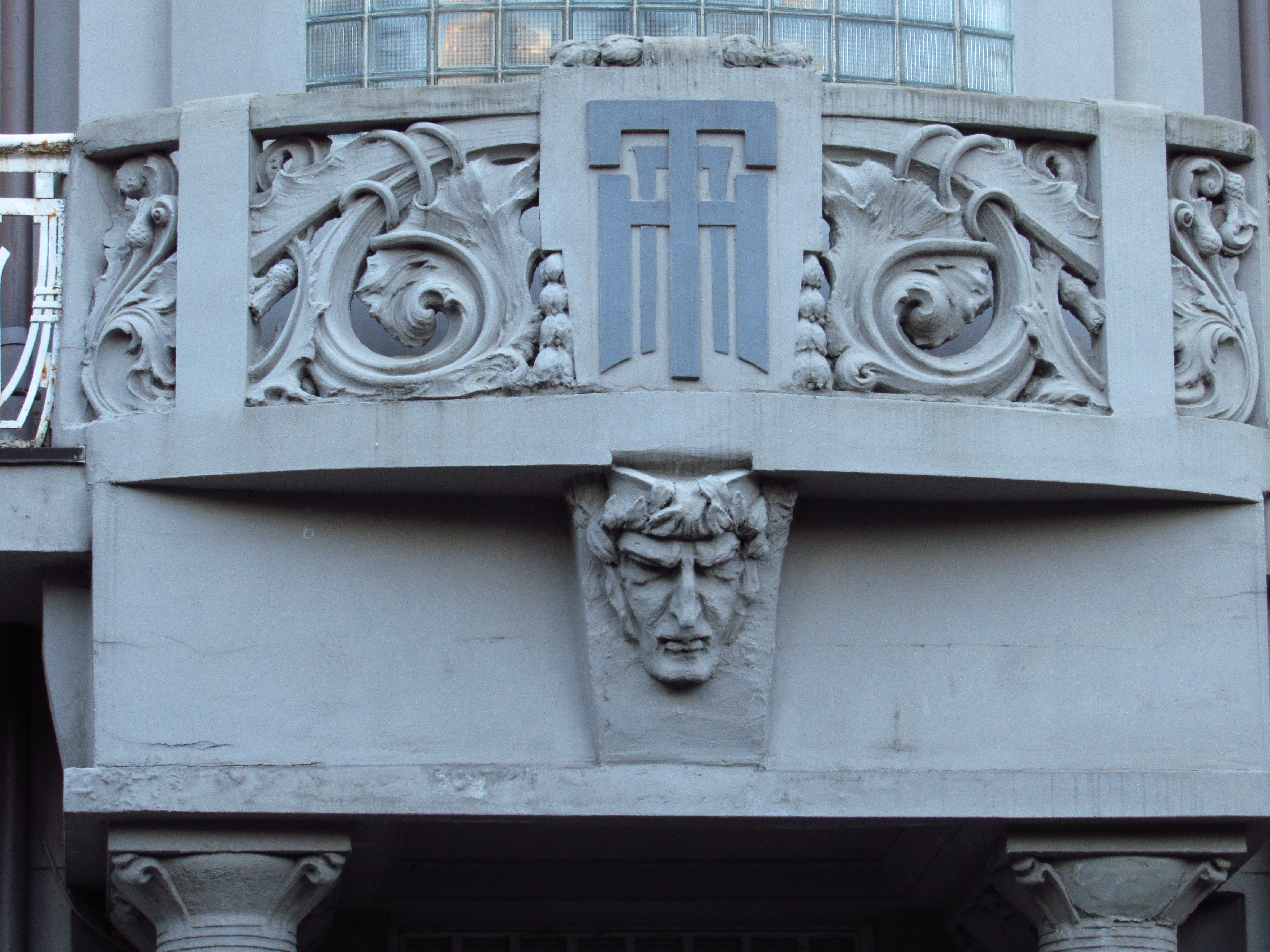
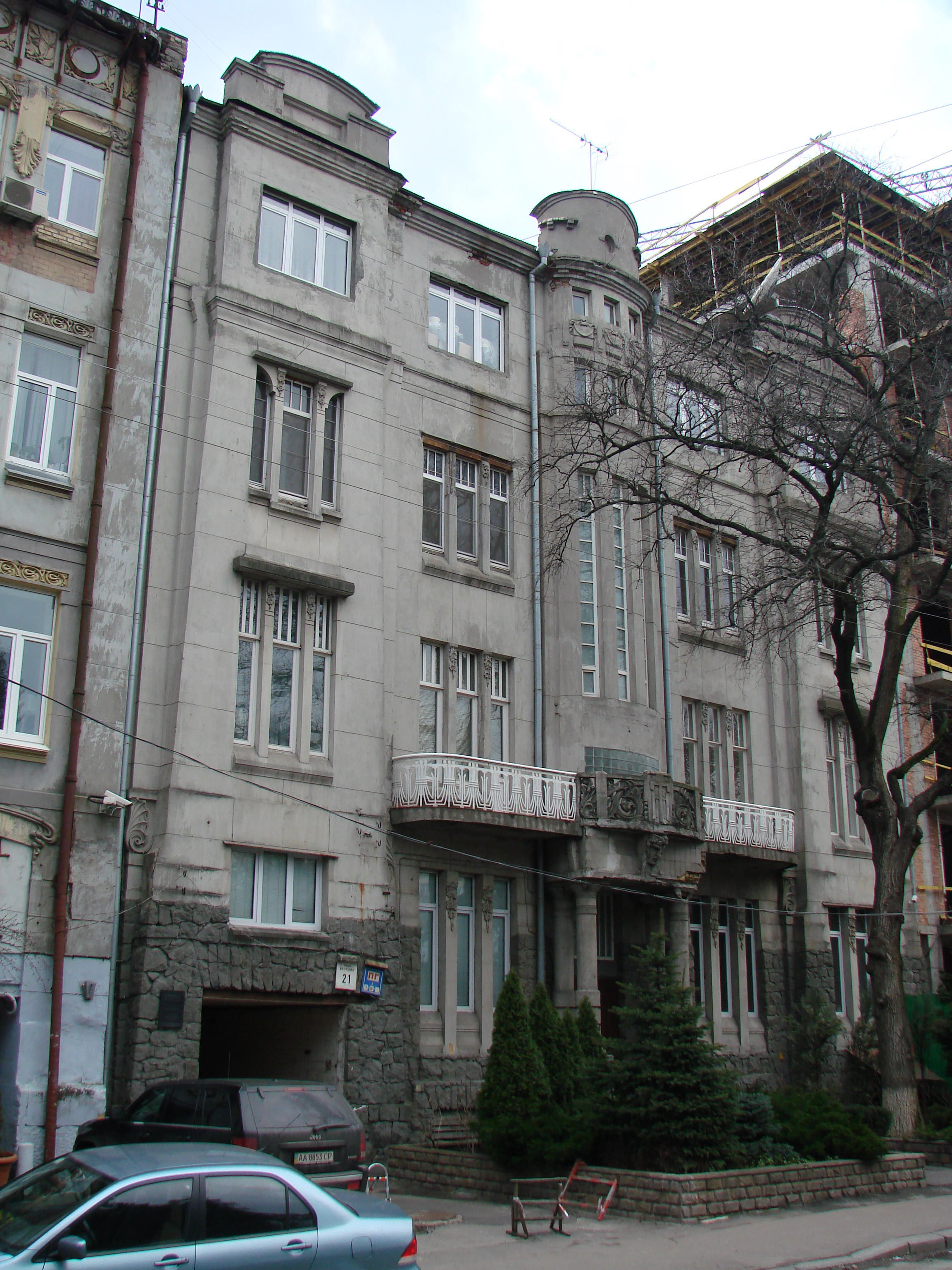